# IC 2149
IC 2149 — небольшая яркая планетарная туманность в созвездии Возничего, которую можно увидеть в телескопы всех размеров.
При небольшом увеличении IC 2149 выглядит как звезда 11m, хотя опытные наблюдатели могут быть в состоянии распознать её странный цвет. При увеличении 120x становится заметен маленький вытянутый диск, окружающий центральную звезду. При увеличении 350x появляется эффект «мигания»: когда вы непосредственно смотрите на неё, то видите лишь одну звезду без туманности, если же смотрите в сторону (боковым зрением), то в поле зрения появляется яйцевидной формы туманность.
Поскольку яркая центральная звезда мешает наблюдению туманности, используйте фильтр OIII, с ним звезда светит заметно слабее, а также при больших увеличениях туманность принимает форму перемычки с большими отверстиями и крошечными расширениями с двух сторон.